# Daisuke Oku
Daisuke Oku (Prefectura de Hyogo, Japó, 7 de febrer de 1976 − 17 d'octubre de 2014) fou un futbolista japonès.

## Selecció japonesa
Daisuke Oku va disputar 26 partits amb la selecció japonesa.